# NGC 7181
NGC 7181 este o galaxie situată în constelația Vărsătorul. A fost descoperită în 31 iulie 1864 de către Albert Marth. Se află la o distanță de 90,78 de megaparseci de Pământ.